# 森雅一郎
森 雅一郎（もり まさいちろう、1947年7月5日 - ）は、元東北放送(TBC)のアナウンサー。

## 経歴・人物
東京都墨田区出身。明治大学を卒業後1971年TBCに入社。報道制作局次長を最後に2008年3月をもって定年退職し、2020年3月までは嘱託職で主にニュースを担当した。
TBCアナウンス学院学院長を務めた。
九州で過ごした高校時代にアナウンサーを目指していた同級生からアクセントを教えて欲しいと言われたことがアナウンサーになるきっかけだった。なお、その同級生も中国放送のアナウンサーになった。
「ヴェーリャ仙台」というラテン音楽バンドの中心メンバーで、定禅寺ストリートジャズフェスティバルに10年以上参加している。他に、手品や手相占いなど多趣味である。

## 現在の担当番組
- サンデーニュースチェック

## 過去の担当番組

### ラジオ
- Yes!! AM! ミュージックアベニュー香澄町
- 河北TBCニューストゥデイ
- TBCプロムナード[1]
- ダイヤル相談[1]
- 週刊ラジオデスク[1]
- 希望音楽会